# Unterföhring

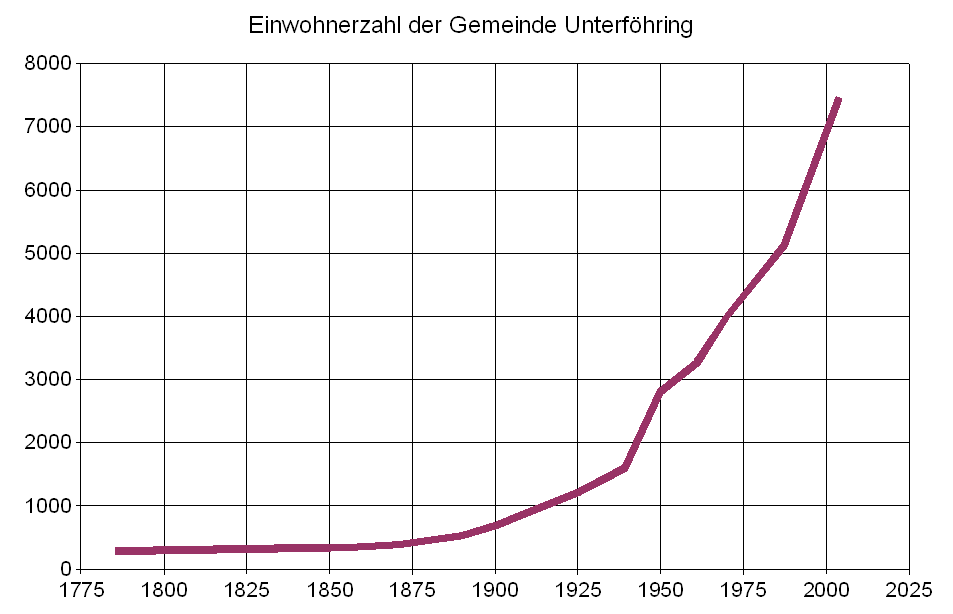
Demografia

Unterföhring – gmina w Niemczech, w kraju związkowym Bawaria, w rejencji Górna Bawaria, w regionie Monachium, w powiecie Monachium. Leży około 10 km na północny wschód od centrum Monachium, nad Izarą, przy autostradzie A99 i linii kolejowej Monachium – Port lotniczy.

## Demografia
Dane o ludności z 31 grudnia 2008:
| Opis                                | Ogółem | Ogółem | Kobiety | Kobiety | Mężczyźni | Mężczyźni |
| ----------------------------------- | ------ | ------ | ------- | ------- | --------- | --------- |
| Jednostka                           | osób   | %      | osób    | %       | osób      | %         |
| Populacja                           | 9177   | 100    | 4656    | 50,74   | 4521      | 49,26     |
| Wiek przedprodukcyjny (0–17 lat)    | 1503   | 16,38  | 712     | 7,76    | 791       | 8,62      |
| Wiek produkcyjny (18–65 lat)        | 6352   | 69,22  | 3233    | 35,23   | 3119      | 33,99     |
| Wiek poprodukcyjny (powyżej 65 lat) | 1322   | 14,41  | 711     | 7,75    | 611       | 6,66      |

## Polityka
Wójtem gminy jest Franz Schwarz z SPD, rada gminy składa się z 20 osób.
|      | CSU | SPD | Zieloni | PW | UDG | Razem |
| 2008 | 3   | 9   | 1       | 7  | –   | 20    |
| 2002 | 4   | 8   | 1       | 6  | 1   | 20    |

## Współpraca
Miejscowości partnerskie:
- Kamsdorf, Turyngia
- Tarcento, Włochy